# Misaele Draunibaka
Misaele Draunibaka (ur. 6 kwietnia 1992) – fidżyjski piłkarz występujący na pozycji pomocnika. W 2012 roku wziął udział w Pucharze Narodów Oceanii.